# 829 Academia
829 Academia este un asteroid din centura principală, descoperit pe 25 august 1916, de Grigori Neuimin.